# Birasoherpia
Birasoherpia is een geslacht van wormmollusken uit de  familie van de Simrothiellidae.

## Soort
- Birasoherpia trisialota Salvini-Plawen, 1978